# Karangbinangun (plaats)
Karangbinangun is een bestuurslaag in het regentschap Lamongan van de provincie Oost-Java, Indonesië. Karangbinangun telt 1534 inwoners (volkstelling 2010).